# Охајовил (Пенсилванија)
Охајовил (енгл. Ohioville) град је у америчкој савезној држави Пенсилванија.

## Демографија
По попису из 2010. године број становника је 3.533, што је 226 (-6,0%) становника мање него 2000. године.
| Група             | 2000.         | 2010.         |
| Белци             | 3.627 (96,5%) | 3.415 (96,7%) |
| Афроамериканци    | 75 (2,0%)     | 40 (1,1%)     |
| Азијати           | 3 (0,1%)      | 6 (0,2%)      |
| Хиспаноамериканци | 30 (0,8%)     | 34 (1,0%)     |
| Укупно            | 3.759         | 3.533         |